# Parti australien de Katter
Le Parti australien de Katter (en anglais : Katter's Australian Party) est un parti politique australien de droite. Il est fondé en 2011 par Bob Katter, membre de la Chambre des représentants et ancien membre du Parti libéral national du Queensland.

## Résultats électoraux

### Chambre des représentants
| Année | Voix    | %    | Rang | Sièges  | Gouvernement |
| ----- | ------- | ---- | ---- | ------- | ------------ |
| 2013  | 134 226 | 1,04 | 6e   | 1 / 150 | Opposition   |
| 2016  | 72 879  | 0,54 | 9e   | 1 / 150 | Opposition   |
| 2019  | 69 736  | 0,49 | 9e   | 1 / 151 | Opposition   |